# Otto Wessely
Pour les articles homonymes, voir Wessely.
Otto Wessely est un magicien illusionniste à la double nationalité autrichienne et française, né le 13 mai 1945 en Autriche. Il connaît une carrière internationale avec son numéro magico-comique Le prince de l'élégance, ainsi qu'avec d'autres numéros magiques divers. Techniquement, c'est un spécialiste mondialement reconnu par ses pairs magiciens dans les domaines dits dans le vocabulaire particulier de l’illusionnisme des « cannes » et des « lames de rasoirs ». 

## Vie privée
Né à Leoben en Autriche, il est le troisième et dernier garçon de la famille. Il suit des études en chimie, commence à travailler dans ce domaine tout en suivant un baccalauréat en cours du soir (c'est à cette époque, vers ses 16 ans, qu'il commence aussi à se produire artistiquement en parallèle). En 1968, à 23 ans,  il abandonne définitivement le domaine professionnel de la chimie pour devenir artiste de métier. Lors de ses premiers engagements, il rencontre une danseuse, Christa, qui devient  non seulement sa partenaire à la scène, mais aussi sa femme. De cette union naît, en 1987, un fils, Thomas.

## Parcours artistique
Enfant, Otto Wessely est un client assidu du marchand de farces et attrapes de son quartier. À 14 ans, un professeur demande qu'on produise un exposé, avec pour thème « Mon hobby ». Mais Otto n'a pas véritablement de passion sinon les blagues et les canulars, domaines qui lui semble trop farfelus pour être proposés comme passe-temps. Or, son marchand préféré de farces et attrapes vend aussi quelques petits tours de magie. Otto en achète quelques-uns, et décide de faire son exposé sur le thème de la prestidigitation. Il découvre à l'occasion que ce domaine lui plaît beaucoup. il a trouvé sa passion.
À 16 ans, il quitte le cursus scolaire pour se faire embaucher dans une entreprise de chimie, tout en poursuivant ses études par cours du soir mais aussi en se produisant tous les week-end au « Wiener Prater », à la fête foraine (les fêtes foraines proposaient  à l'époque des baraquements où l'on pouvait regarder des strip-teaseuses, des diapositives affriolantes et quelques numéros visuels), pour le « Variety Feigel ». Otto Wessely se produira dans les fêtes foraines de Vienne pendant sept ans, jusqu'en 1970. Il commencera par le « Variety Feigel » avant de passer à son concurrent, « L'Apollo-show ». Durant cette période, il côtoiera un autre artiste magicien plus âgé et aguerri que lui, avec qui il sympathisera : M. Lechner. Celui ci deviendra, en quelque sorte, son maître de magie, et lui permettra de passer une étape professionnelle,, en lui élargissant son champ de vision dans le domaine artistique, et en lui apprenant les « ficelles du métier », aussi bien sur le plan général que sur le plan technique, dont d'excellentes bases dans le domaine des cannes et du tour des lames de rasoir,.
En 1968, Lechner lui propose de laisser derrière lui les fêtes foraines, de passer une autre étape, et lui propose  un engagement sur une tournée. C'est un tournant décisif  dans la vie d'Otto Wessely : il abandonne définitivement  la chimie et décide de devenir artiste à part entière. C'est aussi l'époque où, petit à petit, il monte et affine son numéro Pop magic, créant un genre nouveau d'une magie présentant un habillage en résonance avec le «top» de son époque en matière musicale et esthétique.
En 1972, il décide de se présenter à un des plus courus concours international de Magiciens de l'époque ayant lieu à Llandudno au Pays de Galles, lors de la  « British Ring Convention » . Il y fait un triomphe devant un public de magiciens et remporte le fameux trophée du « British Ring Shield ». Cependant, si c'est le début de la reconnaissance par ses pairs, il n'en est pas de même en dehors du cercle des magiciens : Otto Wessely n'arrive pas à décrocher de contrat à Londres, où il pensait réussir à travailler pendant un temps. Il décide de revenir en Autriche, où Christa, sa fiancée, est déjà rentrée. Mais par manque de moyen, il est obligé à une étape à Paris : l'étape durant plus que prévu, il s'y établira finalement et y est toujours basé aujourd'hui.
Plus aguerri et plus chanceux à Paris qu'à Londres, il obtiendra un engagement au cabaret Le Lucky Strip, où il restera 3 ans. Il travaillera par la suite dans de très nombreux cabarets de Paris,. En 1973, il décroche un engagement au célèbre Olympia, il y sera, en compagnie de Daniel Guichard et Gérard Lenorman, en première partie de Mireille Matthieu. Par la suite, au cours des ans, il lui arrivera fréquemment d'être engagé par cette salle mythique. En 1983, il part un an à Las Vegas, il y travaillera pour le "Hilton" et sa revue du "Moulin Rouge" (avec Suzanne Somers et Charo, ce spectacle sera le "Show of the year" de l'année).  En 1984, il atteint un des  sommets dans son domaine professionnel :  il est retenu par l'un des cabarets les plus célèbres au monde, le Crazy Horse. Il y restera sept ans. En 1993, il se verra remettre à Paris un "Mandrake d'Or" (il recevra un "Mandrake de Cristal" en 2013). En 2001, il sera rappelé pour participer à  l'aventure du  Crazy Horse/Las Vegas au MGM, et reviendra à celui de Paris en 2002. Otto Wessely est aussi régulièrement engagé pour des durées de plusieurs mois dans de grands cabarets allemands (le Wintergarten de Berlin, le Tigerpalast à Francfort, etc.)
Parallèlement à sa carrière dans les cabarets, Otto Wessely  sera aussi engagé pour des « tournées » (la première, en 1973, au Brésil avec la tournée Richiardi, ou encore  plus récemment, en 2008 en Italie avec Arturo Brachetti). Otto Wessely fera de nombreuses télévisions dans le monde entier  et effectuera de très nombreux contrats ponctuels en France et à l'étranger, dans différents congrès et festivals, de magie ou d'humour, parmi lesquels les plus importants. Sa prestation à Llandudno, par sa nouveauté, son impertinence et son énergie avait  marqué les esprits du milieu des illusionnistes et cet engouement ne faiblira pas au cours du temps, à tel point qu'en 1982, au congrès FISM de Lausanne, Otto décrochera en concours un 1er prix de Magie Comique. La FISM  suivante, à Madrid en 1985,  l'engagera pour la grande soirée de Gala, ce qui occasionnera une entrée en scène devenue « culte » dans le monde de la magie.
Otto Wessely montera aussi un spectacle entier, en 1980 à Paris : « La révolte des colombes », au Théâtre de Dix Heures. Le spectacle tiendra huit mois et aura d'excellentes critiques. Otto Wessely récidivera, en 1996, avec un autre spectacle, « La nuit parisienne – Une féerie », qui sera joué à l'Espace Jemmapes pendant cinq semaines du 3 juin au 10 juillet, et sera repris du 5 septembre au 31 décembre. Là encore, les critiques furent assez positives,.
Otto Wessely sera la co-vedette, avec Caroline Marx, Gaëtan Bloom, Stefan Leyshon , de quatre émissions diffusées en de novembre 2006 à janvier 2007 en « prime time » sur la chaîne de télévision française M6 : « Magiciens : leurs plus grands secrets ».
Avide de nouveauté, Otto Wessely multipliera épisodiquement tout au long de sa carrière les expériences variées  : il se produira par exemple avec le groupe de rock alternatif  « Bérurier noir », ou encore il rejoindra pour un temps  la troupe de « La clique »... Ce sera aussi un des cofondateurs à Paris d'un club de magie totalement officieux, informel et « hors circuit », bien dans son esprit frondeur : l'Illegal Magique Club.
Enfin, plus traditionnellement, Otto Wessely a aussi travaillé plusieurs fois pour  le monde du cirque, tel le 4e Festival du Cirque de Ijevsk en 2011, ou le site de l'Europa-Park en janvier 2016. En 2017, il sera sélectionné pour participer au concours du très prestigieux Festival international du cirque de Monte-Carlo : il s'y verra remettre, par S.A.S. Stéphanie de Monaco, une Mention Spéciale du Jury pour l'ensemble de sa carrière (il remportera aussi, lors du même festival, les "Prix des amis du cirque Monégasques" et "prix du studio Grimailo") .
En parallèle, Otto Wessely écrit régulièrement des articles pour des  revues magiques. En 2011, il a fait paraître son autobiographie Je suis une star comme tout le monde. En 2016, il a monté une conférence, sur ses spécialités, les cannes et les lames de rasoir, cette conférence étant réservée aux illusionnistes et non proposée au grand public.